# Om Yun-chol
Om Yun-chol (kor. 엄윤철; ur. 18 listopada 1991 w Hamgyŏng Północnym) – północnokoreański sztangista, dwukrotny medalista olimpijski i trzykrotny mistrz świata.

## Kariera
W 2011 roku zajął czwarte miejsce w mistrzostwach świata juniorów w Penang z wynikiem 271 kg oraz szóste miejsce w mistrzostwach świata w Paryżu z wynikiem 267 kg. Rok później wystąpił na igrzyskach olimpijskich w Londynie, gdzie w rwaniu uzyskał 125 kg. W podrzucie podniósł 168 kg bijąc rekord olimpijski i wyrównując rekord świata Halila Mutlu. Został wówczas piątym człowiekiem w historii, który uniósł trzykrotność swojej masy. Ostatecznie zdobył złoty medal, wyprzedzając Chińczyka Wu Jingbiao i Walentina Christowa z Azerbejdżanu.
Na mistrzostwach świata we Wrocławiu w 2013 roku zajął pierwsze miejsce, uzyskując w dwuboju 289 kg. Przy próbie pobicia rekordu świata w podrzucie na ww. mistrzostwach doznał kontuzji łokcia. Wynik ten powtórzył także na mistrzostwach świata w Ałmaty w 2014 roku i mistrzostwach świata w Houston rok później. W 2016 roku zajął drugie miejsce na igrzyskach olimpijskich w Rio de Janeiro z wynikiem 303 kg (134+169). Przegrał tam tylko z Chińczykiem Long Qingquanem.
W 2017 roku podczas letniej uniwersjady w Tajpej zdobył złoty medal, podnosząc w dwuboju 294 kg. W trakcie konkursu pobił trzy rekordy uniwersjady: 129 kg w rwaniu, 165 kg w podrzucie oraz 294 kg w dwuboju.